# گرگ (فیلم ۱۹۱۶)
گرگ (مجاری: Farkas) یک فیلم به کارگردانی مایکل کورتیز است که در سال ۱۹۱۶ منتشر شد.